# DIP

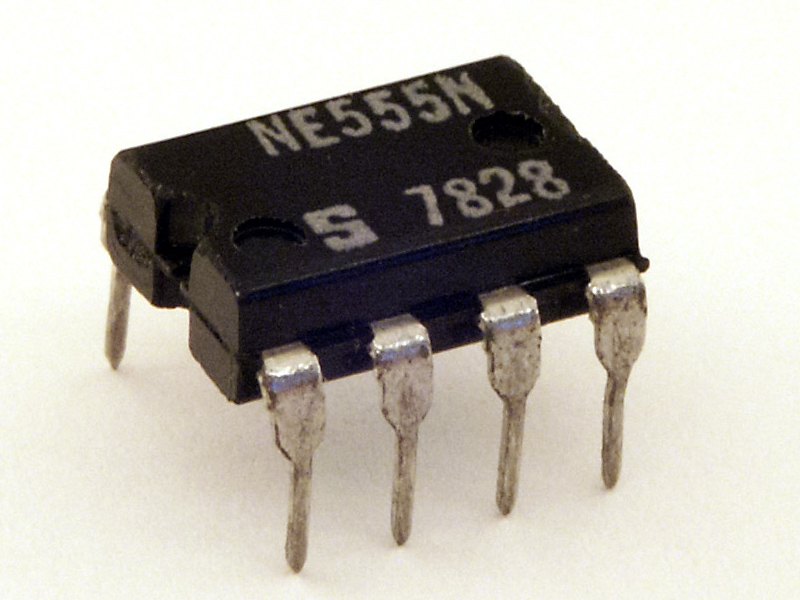
Мікросхема таймера NE555 в корпусі PDIP8

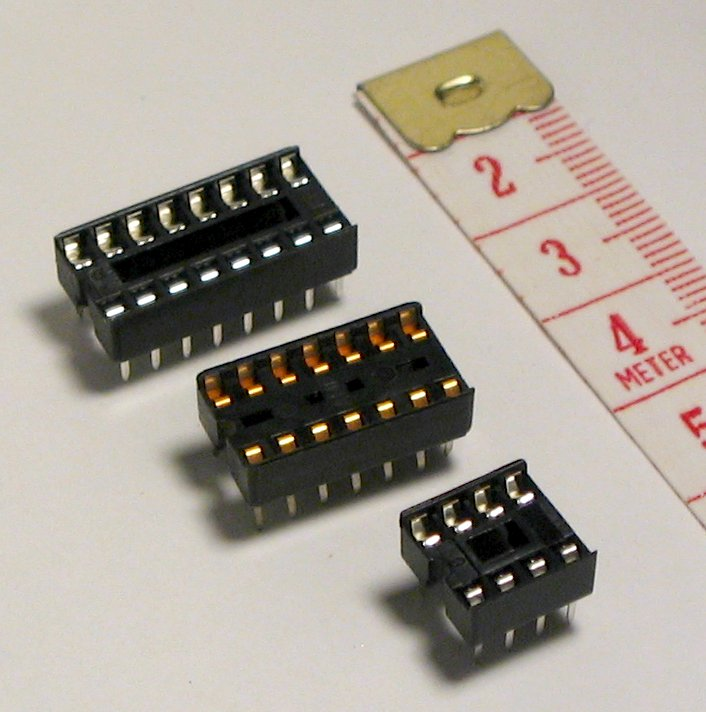
Роз'єми для 8, 14 і 16-вивідних компонентів в корпусі DIP

DIP (англ. dual in-line package, також DIL) — тип корпусу мікросхем, електронних модулів і деяких інших електронних компонентів. Має прямокутну форму з двома рядами виводів по довгих сторонах. Може бути виконаний з пластику (PDIP) або кераміки (CDIP). 
Керамічний корпус застосовується через близькі з кристалом мікросхеми, коефіцієнти температурного розширення. При значних і численних перепадах температур в керамічному корпусі виникають помітно менші механічні напруги кристала, що знижує ризик його механічного руйнування або відшарування контактних провідників. Також, багато елементів в кристалі здатні змінювати свої електричні характеристики під впливом напруг і деформацій, що позначається на характеристиках мікросхеми в цілому. Керамічні корпуси мікросхем застосовуються в техніці, що працює в жорстких кліматичних умовах.
Зазвичай в позначенні також вказується кількість виводів. Наприклад, корпус мікросхеми поширеної серії ТТЛ-логіки 7400, що має 14 виводів, може позначатися як DIP14.
У корпусі DIP можуть випускатися різні напівпровідникові або пасивні компоненти — мікросхеми, збірки діодів, транзисторів, резисторів, малогабаритні перемикачі. Компоненти можуть безпосередньо впаюватись в друковану плату, також можуть використовуватися недорогі роз'єми для зниження ризику пошкодження компоненту при пайці. На радіолюбительському жаргоні такі гнізда іменуються «панелька» або «сокет» (англ. socket — гніздо). Бувають затискні і цангові. Останні мають більший ресурс (на перепідключення мікросхеми), однак гірше фіксують корпус.

## Історія
Корпус DIP був розроблений компанією Fairchild Semiconductor в 1965 році. Його поява дозволила збільшити щільність монтажу в порівнянні з круглими корпусами, які застосовувалися раніше. 
Прямокутний корпус добре підходить для автоматизованої збірки. Однак, розміри корпусу залишалися відносно великими порівняно з розмірами напівпровідникового кристала. Корпуси DIP широко використовувалися в 1970-х і 1980-х роках. 
Згодом широке поширення одержали корпуси для поверхневого монтажу, зокрема PLCC і SOIC, що мали менші габарити. Випуск деяких компонентів у корпусах DIP продовжується донині, однак більшість компонентів, розроблених в 2000-х роках, не випускаються в таких корпусах. Компоненти в DIP-корпусах зручніше застосовувати при макетуванні пристроїв без паяння на спеціальних платах-бредбордах.
Корпуси DIP довгий час зберігали популярність для програмованих пристроїв, таких як ПЗП і прості ПЛІС (GAL) — корпус з роз'ємом дозволяє легко робити програмування компонента поза пристроєм. Тепер ця перевага втратила актуальність завдяки розвиткові технології внутрішньосхемного програмування.

## Схема розташування виводів

Нумерація виводів, вид зверху

Компоненти в корпусах DIP зазвичай мають від 8 до 40 виводів, також існують компоненти з меншою або більшою парною кількістю виводів. Більшість компонентів має крок виводів в 0,1 дюйма (2,54 міліметра) і відстань між рядами 0,3 або 0,6 дюйма (7,62 або 15,24 міліметра). 
Стандарти JEDEC також визначають можливі відстані між рядами 0,4 і 0,9 дюйма (10,16 і 22,86 міліметрів) з кількістю виводів до 64, однак такі корпуси використовуються рідко. 
У колишньому СРСР і країнах Східного блоку для корпусів DIP використовувалась метрична система і крок виводів 2,5 міліметра.
Виводи нумеруються проти годинникової стрілки починаючи з лівого верхнього. Перший вивід визначається за допомогою «ключа» — виїмки на краю корпусу. Коли мікросхема розташована маркуванням до спостерігача і ключем вгору, рахунок йде вниз по лівій стороні корпусу і продовжується вгору по правій стороні.